# Franck Bouyer
Franck Bouyer (født 17. marts 1974) er en fransk tidligere professionel cykelrytter.